# بيتر تراب
بيتر تراب (بالتشيكية: Petr Trapp)‏ (6 ديسمبر 1985 بموست في التشيك - ) هو لاعب كرة قدم تشيكي في مركز الوسط. شارك مع منتخب جمهورية التشيك تحت 21 سنة لكرة القدم ومنتخب جمهورية التشيك لكرة القدم. أما مع النوادي، فقد لعب مع السلام زغرتا وسلافيا براغ وفيكتوريا بلزن ونادي فلامورتاري فلوره وVeria F.C. ‏ ونادي بريبرام وFK Chmel Blšany ‏ ونادي نيترا.

## روابط خارجية
- بيتر تراب على موقع الاتحاد التشيكي (الإنجليزية)
- بيتر تراب على موقع قاعدة بيانات كرة القدم.إي يو (الإنجليزية)
- بيتر تراب على موقع ناشيونال فوتبول تيمز (الإنجليزية)
- بيتر تراب على موقع Soccerway.com (الإنجليزية)